# Sirius (revistă)
Sirius a fost o revistă croată de literatură științifico-fantastică  care a apărut prima dată la 7 aprilie 1976. A fost editată de Borivoj Jurković și publicată de Vjesnik. Revista cuprindea traduceri ale unor autori europeni, americani și sovietici și, în medie,  o povestire a unui autor local croat. Pe lângă aceste povestiri SF, au fost publicat lucrări teoretice și recenzii. Revista a fost coloana vertebrală a creativității contemporane croate în domeniul științifico-fantastic. Din aprilie 1976 până în decembrie 1989 au apărut 164 de numere. Revista a fost populară și în Slovenia. Perioada Sirius este considerată o perioadă de aur a științifico-fantasticului în Croația și Iugoslavia. Moștenitoarea revistei a fost Futura, care a apărut în perioada 1992 - 2005 (peste 120 de numere).
Apariția revistei Sirius a avut loc ca urmare a unei propuneri a scriitorului croat Damir Mikuličić din 1976.  Mikuličić a fost și cel care a dat numele acestei reviste, iar în primii ani de apariție ai revistei a fost unul dintre redactorii săi.
Primul editor al revistei a fost Borivoj Jurkovic. Revista a avut un tiraj maxim de circa 40.000 de exemplare. În străinătate a atras foarte multă atenție, prin urmare a primit premiul Stresi în 1980 și Brighton în 1984 pentru cea mai bună revistă europeană științifico-fantastică și Premiul Asociației Europene ZF în 1986..

## Primul număr
Primul număr a avut 148 de pagini și un preț de 10 dinari iugoslavi. Au fost publicate povestiri traduse ca „The Rull” (1948) de A. E. van Vogt, „Inwazja z Aldebarana” (1959) de Stanisław Lem, „Special Feature” (1958) de Charles V. De Vet, „Nicht alles gefallen lassen...” (1972) de Gerhard Zwerens.

## Editori
Începând cu numărul 1 și terminând cu numărul 108 din iunie 1985, editorul revistei a fost Borivoj Jurković. Numerele 109 (iulie 1985) - 127 (decembrie 1986) au fost editate de Milivoj Pašiček. Ultimele numere, 128 (ianuarie 1987) - 163/164 (decembrie 1989), au fost editate de Hrvoje Prćić.

## Autori publicați
Scriitori ale căror lucrări au fost publicate în Sirius: Branko Pihač, Branko Belan, Vesna Gorše, Predrag Raos, Slobodan Petrovski, Jack Williamson, Damir Bajs , Connie Willis, Stephen Leigh, C. J. Cherryh, Robert A. Heinlein, Miha Remec, Vladimir Lazović, Milivoj Pašiček, Theodore Sturgeon, Ray Bradbury, Zvonimir Furtinger, Robert Sheckley, Alfred Bester, Arthur C. Clarke.

## Sirius B
Din septembrie 2011, în Croația apare revista de literatură științifică - fantastică Sirius B, o continuatoare directă a revistei Sirius. Sirius B are o copertă și o siglă asemănătoare, conține povestiri științifico-fantastice, fantastice și de groază și este publicată de Hangar 7 Ltd.

## Vezi și
- Științifico-fantasticul în Croația